# NR1I3
NR1I3 (англ. Nuclear receptor subfamily 1 group I member 3) – білок, який кодується однойменним геном, розташованим у людей на короткому плечі 1-ї хромосоми.  Довжина поліпептидного ланцюга білка становить 352 амінокислот, а молекулярна маса — 39 942.
| 10         |  | 20         |  | 30         |  | 40         |  | 50         |
| ---------- |  | ---------- |  | ---------- |  | ---------- |  | ---------- |
| MASREDELRN |  | CVVCGDQATG |  | YHFNALTCEG |  | CKGFFRRTVS |  | KSIGPTCPFA |
| GSCEVSKTQR |  | RHCPACRLQK |  | CLDAGMRKDM |  | ILSAEALALR |  | RAKQAQRRAQ |
| QTPVQLSKEQ |  | EELIRTLLGA |  | HTRHMGTMFE |  | QFVQFRPPAH |  | LFIHHQPLPT |
| LAPVLPLVTH |  | FADINTFMVL |  | QVIKFTKDLP |  | VFRSLPIEDQ |  | ISLLKGAAVE |
| ICHIVLNTTF |  | CLQTQNFLCG |  | PLRYTIEDGA |  | RVSPTVGFQV |  | EFLELLFHFH |
| GTLRKLQLQE |  | PEYVLLAAMA |  | LFSPDRPGVT |  | QRDEIDQLQE |  | EMALTLQSYI |
| KGQQRRPRDR |  | FLYAKLLGLL |  | AELRSINEAY |  | GYQIQHIQGL |  | SAMMPLLQEI |
| CS         |  |            |  |            |  |            |  |            |

A: Аланін

C: Цистеїн

D: Аспарагінова кислота

E: Глутамінова кислота

F: Фенілаланін

G: Гліцин

H: Гістидин

I: Ізолейцин

K: Лізин

L: Лейцин

M: Метіонін

N: Аспарагін

P: Пролін

Q: Глутамін

R: Аргінін

S: Серин

T: Треонін

V: Валін

Кодований геном білок за функціями належить до рецепторів, активаторів. 
Задіяний у таких біологічних процесах як транскрипція, регуляція транскрипції. 
Білок має сайт для зв'язування з іонами металів, іоном цинку, ДНК. 
Локалізований у цитоплазмі, цитоскелеті, ядрі.